# Alina Rîpanu
Alina Rîpanu, auch Alina Râpanu (* 29. Oktober 1981 in Târgu Neamț), ist eine ehemalige rumänische Leichtathletin, die sich auf den Sprint und Mittelstreckenlauf spezialisiert hat. Ihren größten Erfolg feierte sie mit dem Gewinn der Bronzemedaille mit der rumänischen 4-mal-400-Meter-Staffel bei den Hallenweltmeisterschaften 2004 und den Halleneuropameisterschaften 2000.

## Sportliche Laufbahn
Erste internationale Erfahrungen sammelte Alina Rîpanu im Jahr 1997, als sie bei den Junioreneuropameisterschaften in Ljubljana in 53,10 s die Silbermedaille im 400-Meter-Lauf gewann und mit der rumänischen 4-mal-400-Meter-Staffel in 3:36,74 min den sechsten Platz belegte. Im Jahr darauf belegte sie bei den Juniorenweltmeisterschaften in Annecy in 52,89 s den vierten Platz über 400 m und gelangte mit der Staffel nach 3:37,41 min auf Rang fünf. Anschließend schied sie bei den Europameisterschaften in Budapest mit 53,35 s in der ersten Runde aus und wurde im Staffelbewerb in 3:27,24 min Vierte. 1999 siegte sie in 53,20 s bei den Leichtathletik-Balkan-Hallenmeisterschaften in Piräus und schied anschließend bei den Hallenweltmeisterschaften in Maebashi mit 53,29 s im Halbfinale aus. Im Jahr darauf startete sie im 800-Meter-Lauf bei den Halleneuropameisterschaften in Gent und kam dort mit 2:03,78 min nicht über die Vorrunde hinaus, gewann aber in 3:36,28 min gemeinsam mit Georgeta Petrea-Lazăr, Anca Safta und Otilia Ruicu die Bronzemedaille in der 4-mal-400-Meter-Staffel hinter den Teams aus Russland und Italien. Mitte September siegte sie in 53,70 s und 2:03,64 min über 400 und 800 Meter bei den Balkan-Juniorenmeisterschaften in Constanța. Kurz darauf wurde sie bei den Juniorenweltmeisterschaften in Santiago de Chile in 2:04,60 min Vierte über 800 m und gewann mit der Staffel in 3:34,49 min die Bronzemedaille.
Nach zwei wenig erfolgreichen und aktiven Jahren belegte Rîpanu 2003 bei den U23-Europameisterschaften in Bydgoszcz in 2:06,41 min den sechsten Platz über 800 Meter. Im Jahr darauf gewann sie bei den Balkan-Hallenmeisterschaften in Peania in 55,25 s die Bronzemedaille über 400 m und anschließend sicherte sie sich bei den Hallenweltmeisterschaften in Budapest in 3:30,06 min gemeinsam mit Angela Moroșanu, Maria Rus und Ionela Târlea die Bronzemedaille im Staffelbewerb hinter den Teams aus Russland und Belarus. Ende August startete sie mit der Staffel bei den Olympischen Sommerspielen in Athen und klassierte sich dort mit 3:27,36 min im Finale auf dem sechsten Platz. 2005 belegte sie bei den Balkan-Hallenmeisterschaften in Peania in 55,23 s den vierten Platz über 400 m und im Sommer verpasste sie bei den Weltmeisterschaften in Helsinki mit 3:30,97 min den Finaleinzug. Sie setze ihre Karriere ohne weiteren internationalen Einsätze bis ins Jahr 2013 fort und beendete in Bukarest im Alter von 31 Jahren ihre aktive Laufbahn.
1999 wurde Rîpanu rumänische Meisterin im 800-Meter-Lauf. Zudem wurde sie in den Jahren 1999, 2004 und 2005 Hallenmeisterin über 400 Meter.

## Persönliche Bestleistungen
- 400 Meter: 52,73 s, 16. Mai 1999 in Constanța
  - 400 Meter (Halle): 52,64 s, 5. März 1999 in Maebashi (rumänischer U20-Rekord)
- 800 Meter: 2:01,96 min, 23. Mai 1999 in Constanța
  - 800 Meter (Halle): 2:03,78 min, 25. Februar 2000 in Gent